# Miss Tanzania

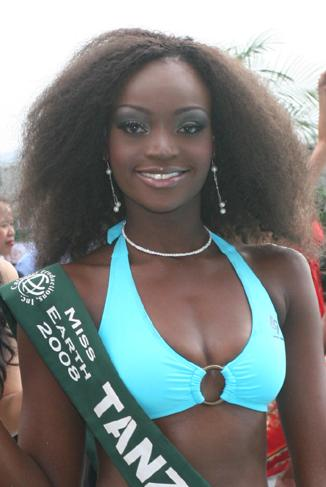
Miriam Gerald Odemba, Miss Tanzania 2009.

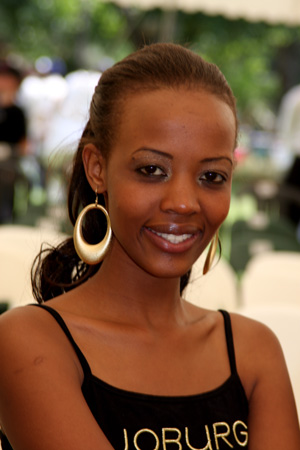
Nasreem Ndiye, Miss Tanzania 2008.

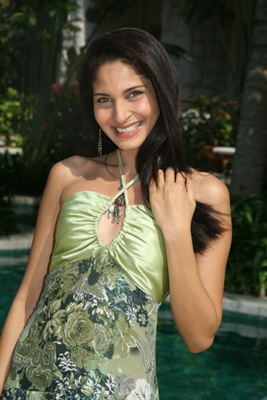
Richa Maria Adhia, Miss Tanzania 2007.

Miss Mondo Tanzania è un concorso di bellezza che si tiene annualmente dal 1994. La vincitrice ha la possibilità di rappresentare la Tanzania a Miss Mondo. Attraverso il concorso di Miss Universo Tanzania vengono selezionate le rappresentanti della Tanzania per gli altri concorsi internazionali: Miss Universo (vincitrice), Miss Terra e Miss International (le altre finaliste).

## Albo d'oro

### Miss Tanzania
| Anno | Vincitrice            |
| ---- | --------------------- |
| 1994 | Aina Maeda            |
| 1995 | Emily Adolf           |
| 1996 | Shose Sinare          |
| 1997 | Saida Kessy           |
| 1998 | Basila Mwanukuzi      |
| 1999 | Hoyce Temu            |
| 2000 | Jaqueline Ntuyabaliwe |
| 2001 | Happines Magese       |
| 2002 | Angela Damas          |
| 2003 | Silvya Bahame         |
| 2004 | Faraja Kotta          |
| 2005 | Nancy Sumari          |
| 2006 | Wema Sepetu           |
| 2007 | Richa Adhia           |
| 2008 | Nasreem Ndiye         |
| 2009 | Miriam Gerald Odemba  |
| 2010 | Genevieve Emmanuel    |
| 2011 | Salha Israel          |
| 2012 | Lisa Jensen           |
| 2013 | Brigitte Alfred Lyimo |
| 2014 | Happiness Watimanywa  |

### Miss Universo Tanzania
| Anno | Vincitrice               |
| ---- | ------------------------ |
| 2007 | Flaviana Matata          |
| 2008 | Amanda Ole Sululu        |
| 2009 | Illuminata James Wize    |
| 2010 | Nuya Hellen Dausen       |
| 2011 | Nelly Alexsandra Kamwelu |
| 2012 | Winfrida Dominic         |